# Ambachew Abate
Pour les articles homonymes, voir Abate.
République fédérale démocratique d'Éthiopie
Ambachew Abate (Ge'ez : አምባቸው አባተ) est l'un des 112 membres du Chambre de la fédération éthiopienne. C'est également l'un des 17 conseillers de l'État Amhara qui représentent le peuple Amhara.